# Ébauches SA
Ébauches SA est une holding horlogère suisse fondée à Neuchâtel le 27 décembre 1926,, spécialisée dans la production d'ébauches et de pièces détachées.

## Histoire
L'entreprise est fondée par A. Schild SA, la Fabrique d'Horlogerie de Fontainemelon (FHF) et A. Michel SA. Dès ses débuts, elle donne du travail à près de 6 000 personnes.
Son objectif est de stabiliser les prix de la production suisse tout en maintenant l'indépendance de ses membres. Elle s'oppose à l'exportation des chablons d'un mouvement pour éviter une production de montres à l'étranger sous le label suisse,.
Ébauches SA rejoint l'ASUAG en 1931. En 1960, Ébauches SA était dirigée par Sydney de Coulon.
En 1969, le groupement donne du travail à 10 000 employés. Il prend ensuite le contrôle de la société française Lip en difficulté. En 1974, cette holding détient 25 % du marché mondial des mouvements mécaniques. Cinquante ans après sa création, en 1976, le groupement totalise  produites.
L’ensemble de ses membres fusionnent entre 1978 et 1982 sous la dénomination ETA Fabrique d'Ébauches SA avant que l'entité ne soit renommée, en 2003, ETA Manufacture Horlogère Suisse SA au sein du groupe Swatch.

## Liste des membres d'Ébauches SA
Les membres d'Ébauches SA sont les suivants :
- AS - A. Schild SA (Granges) - 1926
- AM - A. Michel SA (Granges) - 1926
- FHF - Fabrique d'Horlogerie de Fontainemelon SA (Fontainemelon) - 1926
- BFG - Baumgartner Frères SA (Granges) - 1926
- Landeron - Hahn Frères & Cie. (Le Landeron) - 1927
- Cortebert - Cortebert Watch Co. (Cortébert) - 1927
- AV - Aurore - Fabrique d'Ébauches Bernoises SA (Villeret) - 1927
- Felsa - Felsa SA (Granges) - 1928
- Venus - Fabrique d'Ébauches Venus (Moutier) - 1928
- UT - Unitas - Fabrique d'Ébauches Unitas SA (Tramelan) - 1932
- Arogno - La Meccanica SA (Arogno) - 1932
- EB - Ebauches Bettlach SA (Bâche) - 1932
- ETA - Fabrique d'Ébauches SA (Granges) - 1932
- FEF - Fabrique d'Ébauches de Fleurier SA (Fleurier) - 1932
- Peseux - Fabrique d'Ébauches Peseux SA (Peseux) - 1933
- Chezard - Mader & Co. (Chezard) - 1937
- Derby (La Chaux-de-Fonds) - 1941
- Technica SA (Granges)
- ST - Standard - Nouvelle Fabrique SA - (Tavannes)
- Valjoux - Reymond Freres SA (Les Bioux) - 1944
- SWG - Sinterwerke Grenchen SA (Granges)
- OSA - Oscilloquartz SA - (Neuchâtel) - 1949
- Beaumann - Beaumann SA (Les Bois)
- INT - DuRoWe (en) (Pforzheim)/Sefea (Annemasse) - 1965
- ET - Tavannes - Ébauches Tavannes SA (Tavannes) - 1966
- EEM - Ébauches Électroniques SA (Marin) - 1970
- MPG - Metallprodukte SA (Granges)